# Bandera de Tennessee
La bandera de Tennessee es compon d'un emblema en un camp de color vermell, amb una franja de color blau cap a l'exterior. L'emblema del mig es compon de tres estrelles blanques en un cercle blau. La bandera va ser dissenyada pel coronel LeRoy Reeves, de la Guàrdia Nacional de Tennessee. La Legislatura de l'Estat de Tennessee va adoptar-la oficialment el 17 d'abril de 1905. La bandera es va hissar per primera vegada el 10 d'octubre de 1911 durant la cerimònia d'inauguració de la East Tennessee State Normal School a Johnson City.
El 2001, l'Associació Vexil·lològica Nord-americana va realitzar una enquesta entre els seus membres on es triaven els millors dissenys de 72 banderes dels EUA i el Canadà, en finalitzar-la la bandera de Tennesee va quedar en la posició 14 d'entre les altres 72 participants.

## Descripció
Les tres estrelles representen les tres principals divisions geogràfiques de l'estat, Tennessee Oriental, Tennessee Central i Tennessee Occidental. El cercle blau al voltant de les estrelles representa la unitat de les "grans divisions" de l'estat. La barra blava, situada en la vora de la bandera, va ser una mera consideració de disseny. Quan se li va preguntar per la barra blava, Reeves va dir que "La barra blava final alleuja la monotonia del camp de color carmesí i evita que la bandera es mostri massa monòtona quan està onejant". La revista National Geographic va informar erròniament l'octubre de 1917 que els estels representen l'estat de Tennessee com el tercer estat a entrar als Estats Units després de les tretze originals.

### Acord sobre les estrelles
Tennessee va dictar la llei estatal sobre la manera com s'ha de dibuixar al centre l'emblema en la bandera:
| « | La disposició de les tres (3) estrelles ha de ser tal que els centres de dues estrelles no estaran en una línia paral·lela al costat o al final de la bandera, sinó intermedis entre els mateixos, i l'estrella més alta serà la més propera a la part superior de l'interior de la bandera. | » |

## Antigues banderes estatals

Primera bandera de Tennessee.

Abans de l'adopció de la bandera actual, l'estat de Tennessee va utilitzar una bandera tricolor en vermell, blau i blanc. Les tres bandes s'inclinaven per representar geogràficament les tres regions de Tennessee. S'incloïa el nombre 16 i les paraules "l'Estat dels Voluntaris", el que representa Tennessee com el 16è estat de la Unió, i el sobrenom de l'estat.

### Bandera durant la Guerra Civil

Bandera Confederada.

A mesura que la guerra civil s'acostava el 1861, la bandera va ser proposada per primera vegada per l'estat. Va ser modelat després de la primera bandera nacional de la CSA, però amb el segell de l'Estat, al cantó, en lloc de set estrelles.

## Altres banderes oficials
Juntament amb la bandera de l'estat, hi ha altres variants utilitzades pel govern de Tennessee. La bandera del governador de Tennessee, ha estat en ús des de 1939. És una bandera vermella, amb quatre estrelles, un a cada cantonada, i la cresta Militar de l'Estat i un arbre amb tres estrelles blanques, al centre. L'Assemblea General de Tennessee té la seva pròpia bandera també.

Bandera del Governador
Bandera de la Assemblea general de Tennessee